# Gombos Jim és a Rettegett 13 (könyv)
A Gombos Jim és a Rettegett 13 Michael Ende német gyermekkönyvíró 1962-ben kiadott regénye, amely az 1960-ban kiadott Gombos Jim és Lukács, a masiniszta című meseregényének folytatása. Az eredeti német cím a Jim Knopf und die Wilde 13 volt. A történet alapján készült a Jim Button című 1999-től 2000-ig vetített német–francia televíziós rajzfilmsorozat második évada.

## Magyarul
- Gombos Jim és a Rettegett 13; ford. Tapodi Rika, ill. Kelemen István; Európa, Bp., 2003